# 에마 (신토)

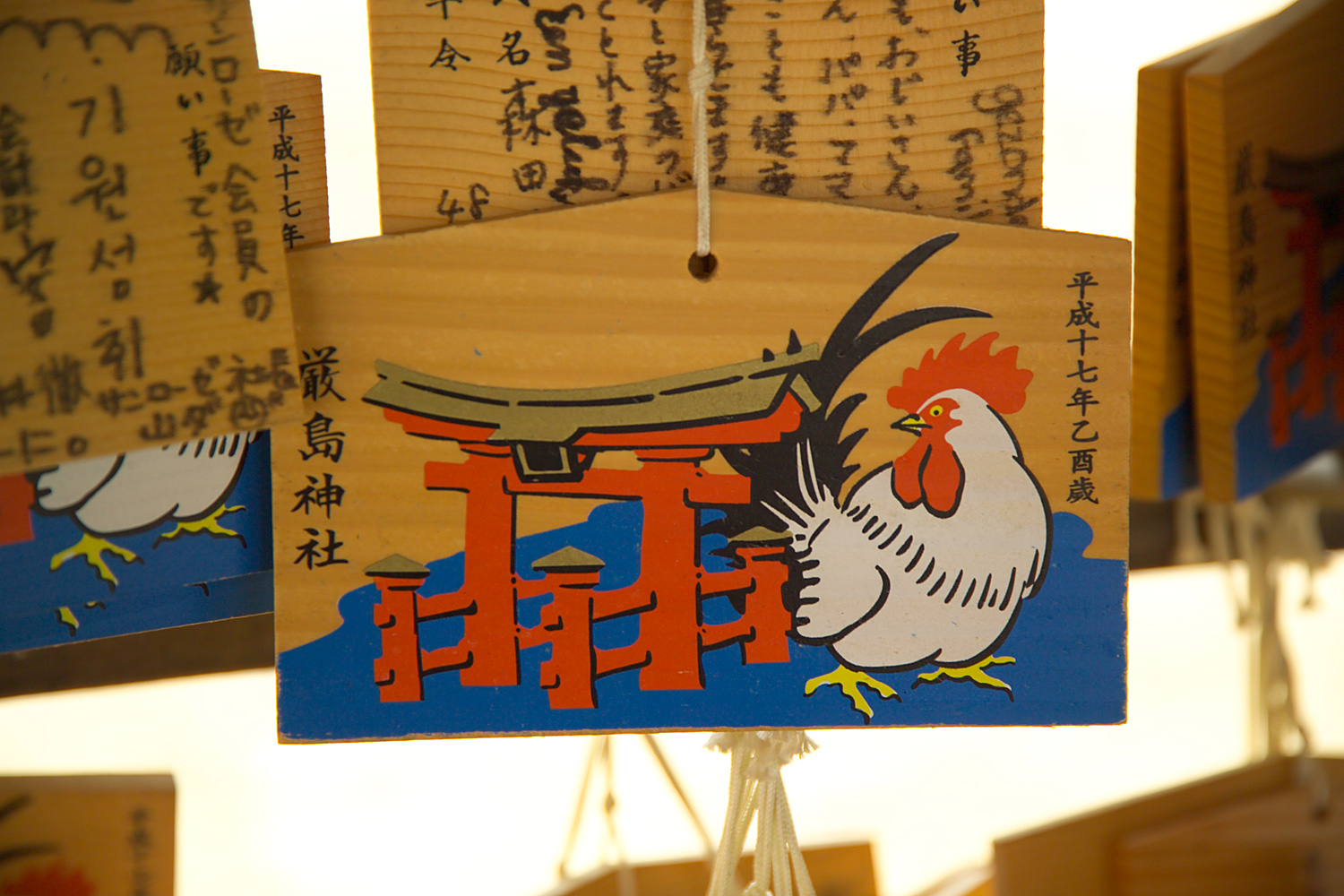
에마(이쓰쿠시마 신사)

에마(絵馬)는 신사나 절에 기원할 때, 및 기원한 소원이 이루어져 그 사례를 할 경우에 지샤(寺社, 신사와 절을 통합해 부르는 말)에 봉납하는 말의 그림이 그려진 나무판이다. 말의 그림이 없는 여백이나 이면에 그림을 그리거나 글씨를 쓰는 것이 지샤에서 판매되고 있다. 크게 봉납하는 에마는 대형으로 화가에게 그리게 하는 등의 준비를 하기도 한다. 모양은 6각형(집 모양)을 하고 있지만 이것은 일찍이 판 위에 지붕을 붙이고 있던 흔적이다.

## 역사

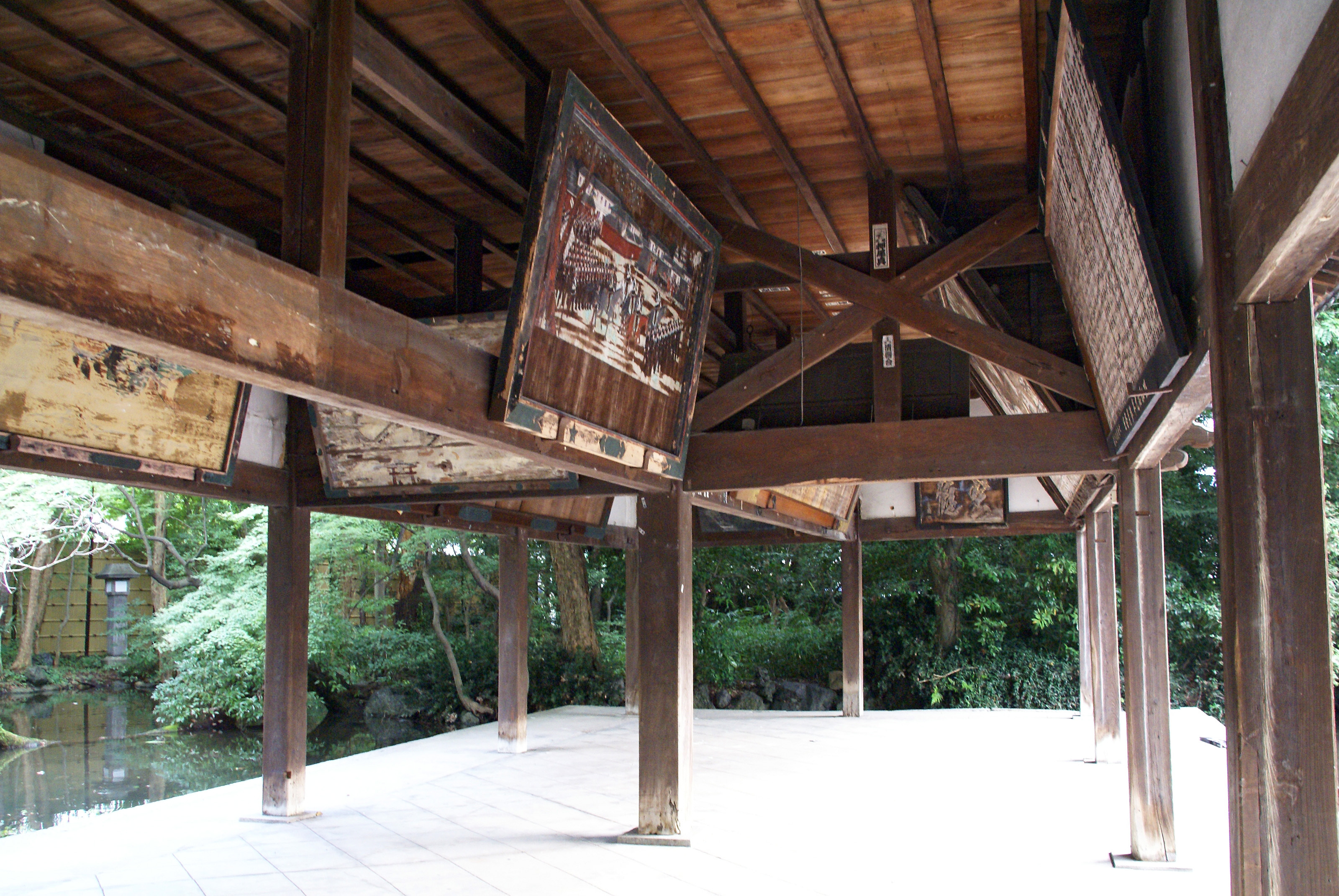
에마당（케히진구우(氣比神宮)）

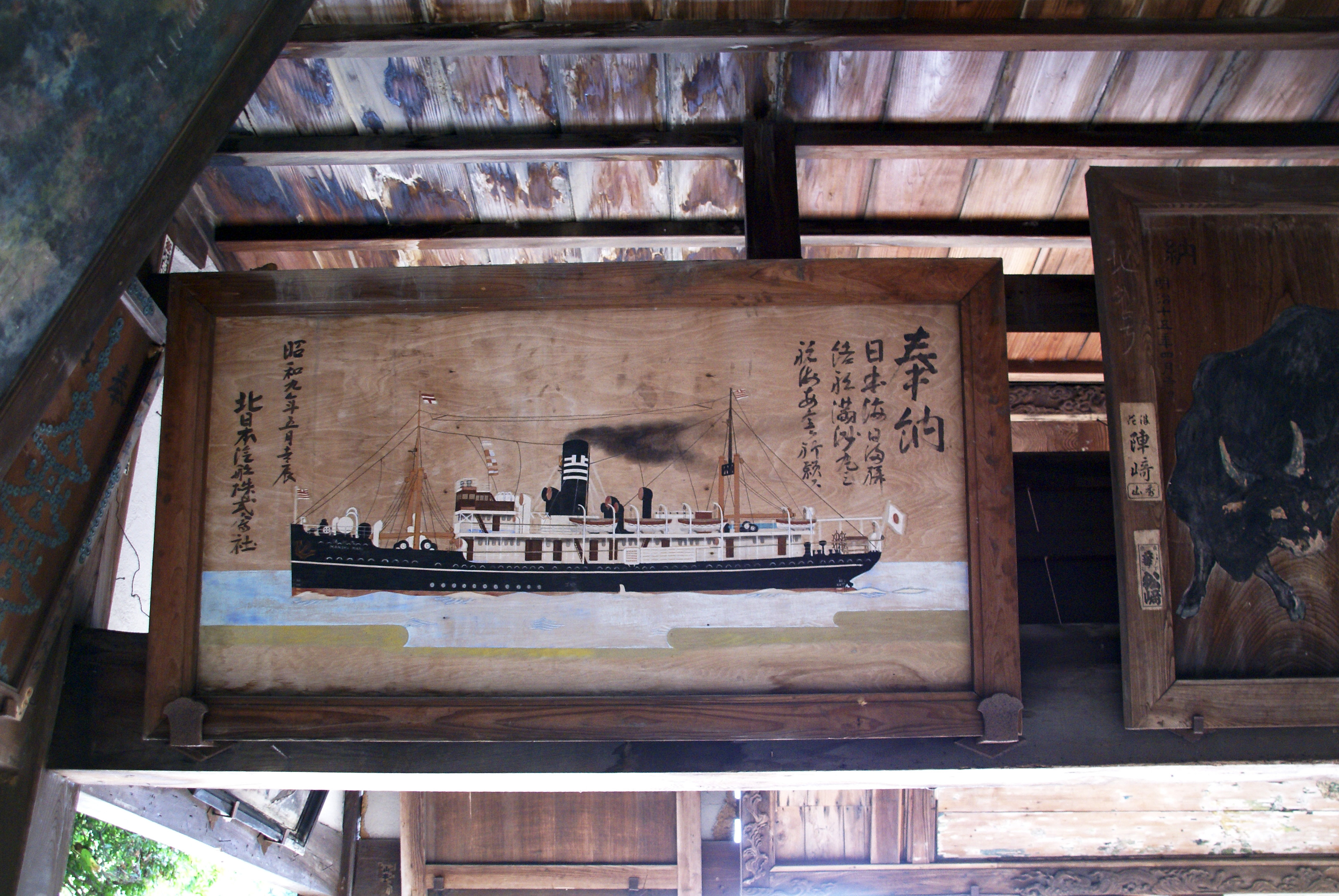
당 안에 전시된 대형 에마（케히진구우）

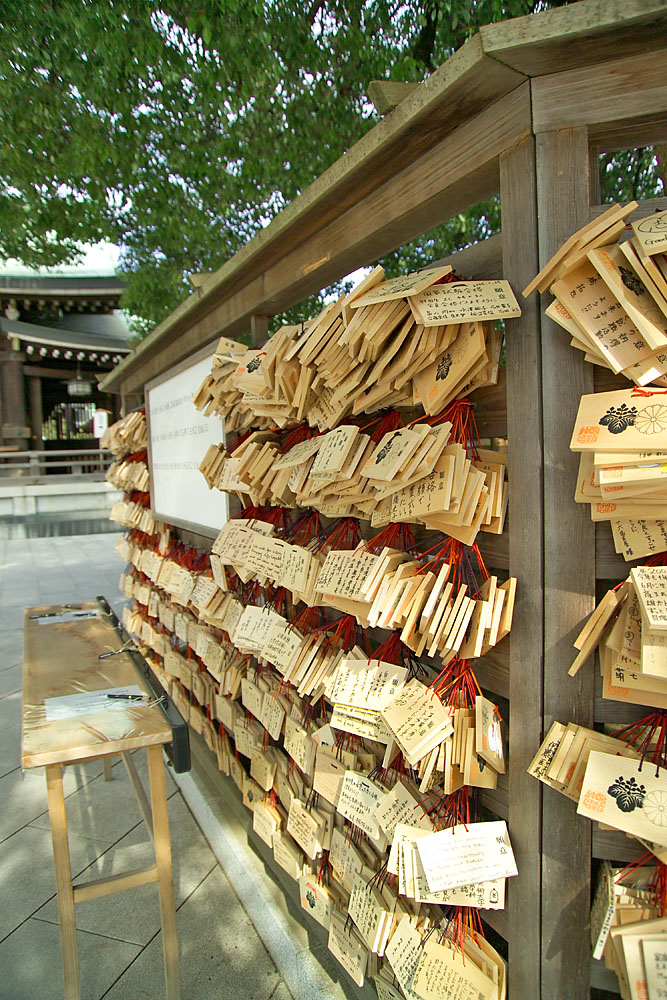
작은 에마를 거는 에마괘（메이지 신궁）

나라 시대의 《쇼쿠니혼기》(続日本紀)에는 신의 탈 것으로 말, 신마(神馬, 신사에 봉납한 말)를 봉납하던 것이 기록되어 있다. 그러나 말은 고가이고 자주 헌납하지 못하고, 또, 헌납된 지샤의 측에서도 말을 돌보는 것이 큰 일이다. 그 때문에 말을 봉납할 수 없는 사람은 점차 나무나 종이, 흙으로 만든 말의 상으로 대용하게 되어, 헤이안 시대부터 판에 그린 말의 그림으로 대신할 수 있게 되었다.
게다가 무로마치 시대가 되면서 말 뿐만 아니라 여러 가지 그림이 그리거나 글씨를 쓰게 되었다. 예를 들면 여우를 사자(심부름꾼)로 하는 이나리 신사와 같이 여우의 그림이 그려져 있는 곳도 있다. 안질 예방에 '메(め)' 및 좌우반대의 'め'를 쓴 에마나, 남편의 바람기 방지에 '心' 글자에 열쇠를 건 그림을 그린 에마도 있다. 와산(和算)은 자신이 푼 문제의 해법을 썼다고 하는 에마를 봉납해, 일본 고 무술이나 검술, 유술 등에 서체도나 목도나 봉술의 봉을 문인의 일람에 교부한 에마를 봉납했다.
아즈치모모야마 시대시대가 되면서 저명한 화가가 그린 그림이 있는 에마도 생겨 그것들을 전시하는 에마당도 지어졌다.
에도 시대에는 아내 안전이나 장사 번성 등의 실리적인 소원을 비는 풍습이 서민에게도 퍼져지게 되었고 오늘날과 같이 개인이 작은 에마를 봉납하는 형태는 에도시대에 시작한 것으로 볼 수 있다.
쇼와 시대부터는 학문의 신인 텐진(天神)으로서 스가와라 노 미치자네를 모신 텐만구우(天満宮)에 수험생이 합격 기원의 에마를 봉납하는 것이 활발하게 되었다.
거기에 헤이세이 시대에 들어, 2005년 방송된 애니메이션 《카미츄!》나, 2007년 방송된 애니메이션 《러키☆스타》를 시청한 팬들이 작품내 등장하는 건물의 모델이 된 신사(전자는 히로시마현 오노미치시의 미소데텐만구우(御袖天満宮), 후자는 사이타마현 와시미야 정의 와시노미야 신사)를 방문했을 때에 애니메이션의 등장 인물을 에마에 그려 봉납하는 현상이 일어나고 있다.
근래에는, 흰 뱀 등 의 행운의 동물이나, 축제의 풍경 등 말과는 관계없는 에마가 많이 만들어져 신사, 사원 마다의 행운을 비는 물건으로서 진귀 되어 이것은 신사, 사원 순회를 했을 때의 부적으로 가질 수 있게 된 것도 있다.
또 2006년경부터, 프라이버시 보호의 이유로 에마에 쓰여진 소원이나 주소, 이름을 쓰는 부분에 스티커를 붙일 수 있는 에마도 생겼다.

## 여러 가지 에마

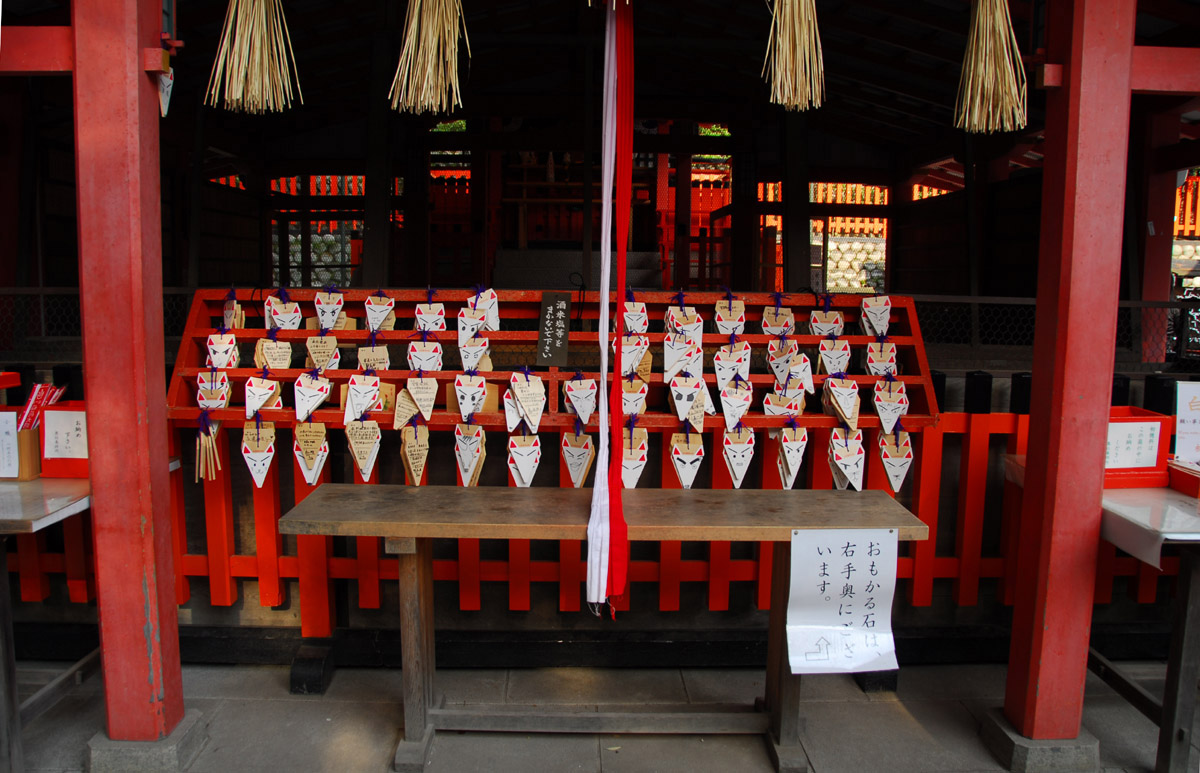
후시미 이나리 타이샤의 에마
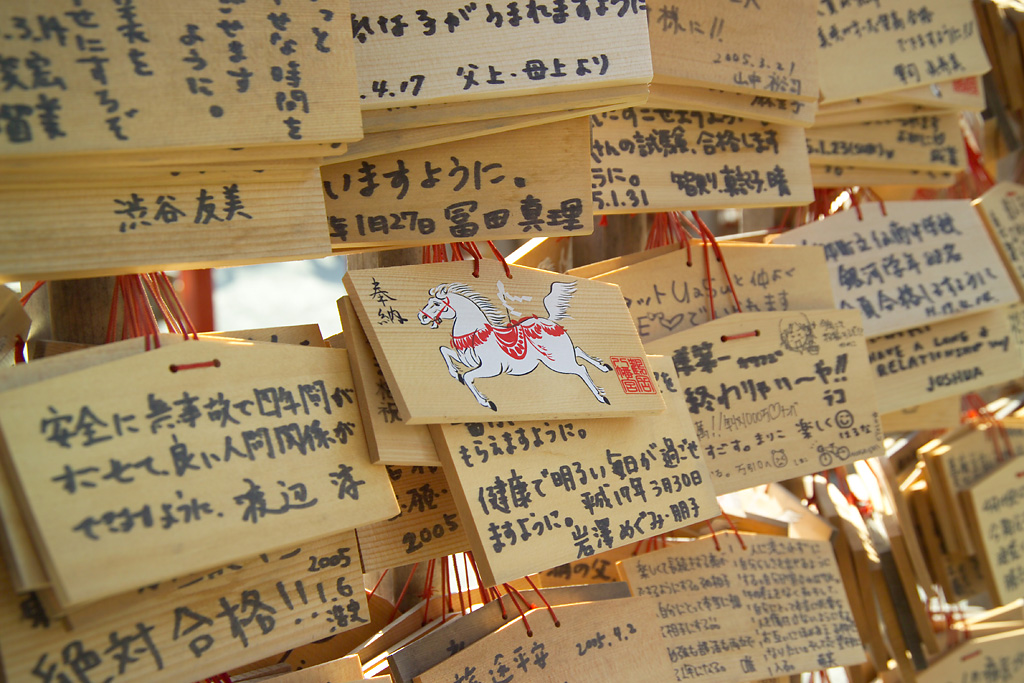
소원이 적혀진 에마(츠루가오카 하치만구우)
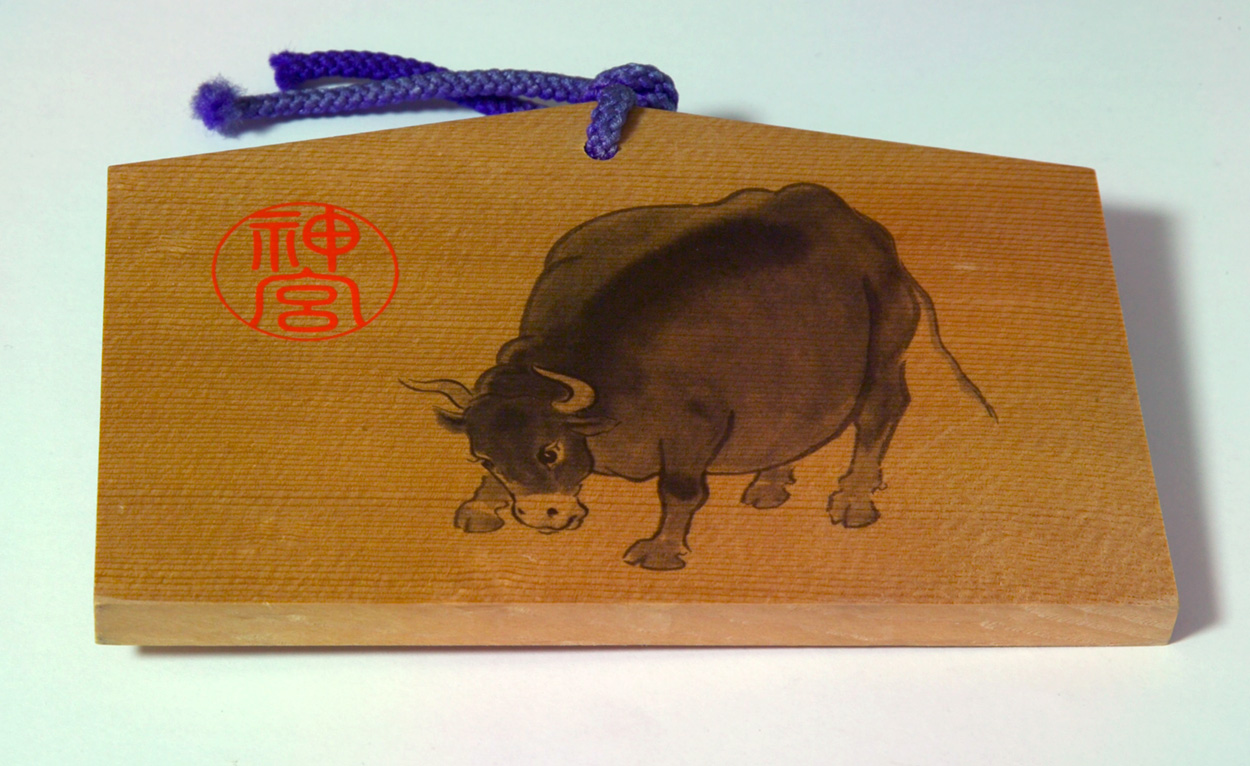
간지(축)을 다룬 (이세 신궁)
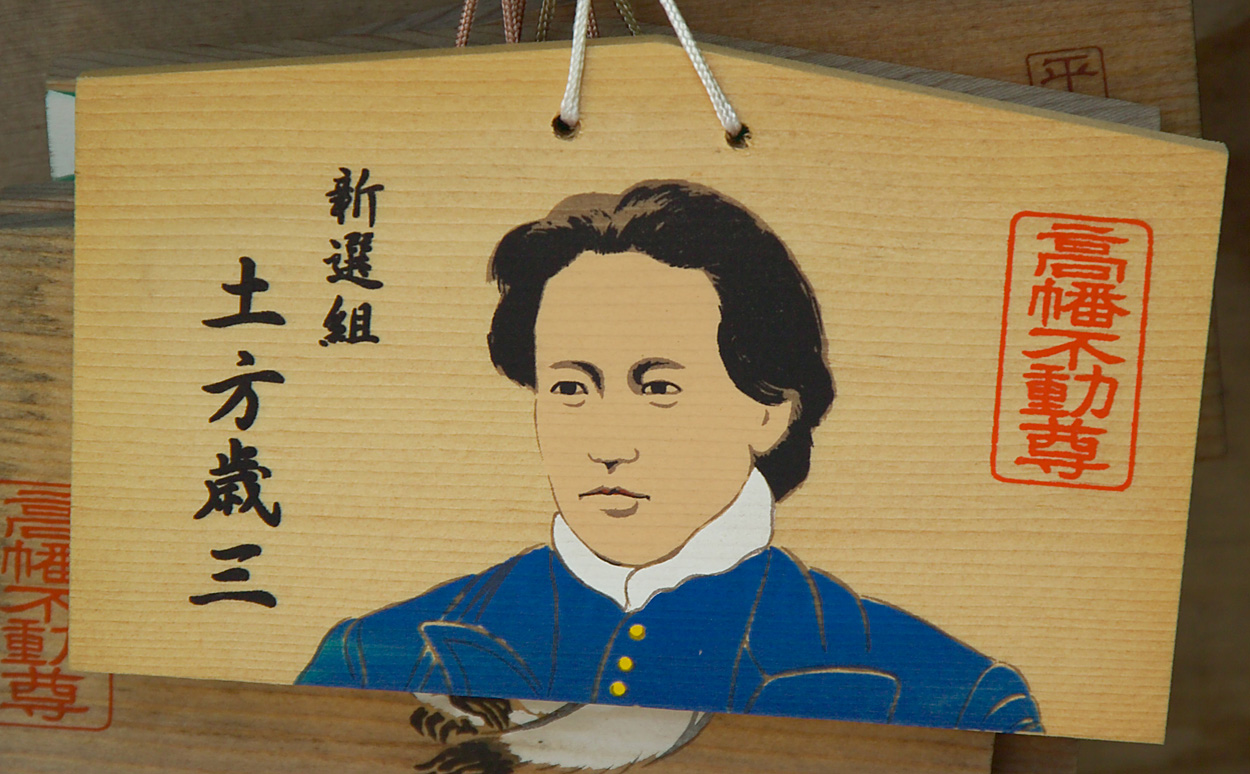
현지에 연고의 역사적 인물을 그린 예 (콘고우지)
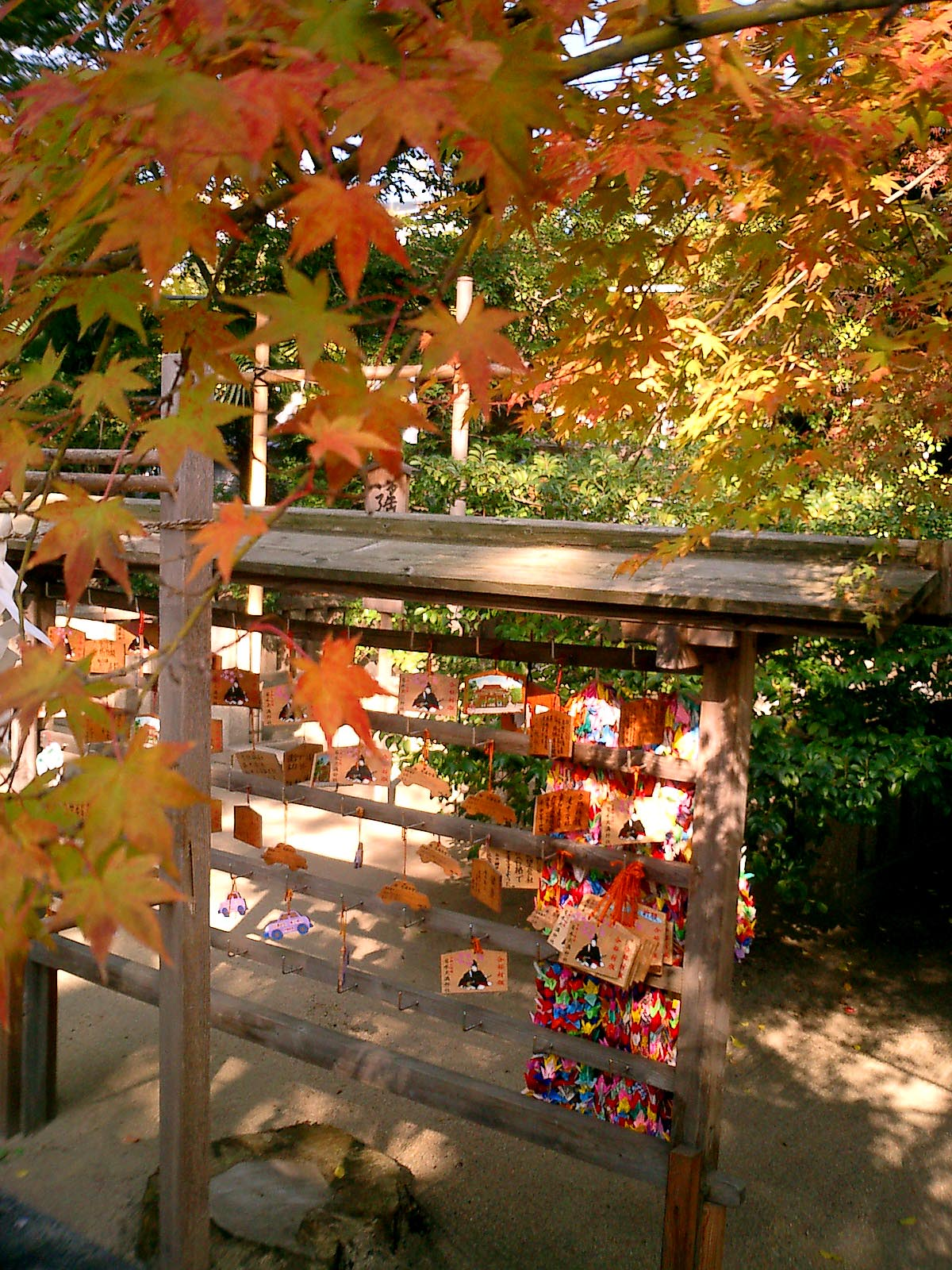
단풍과 에마괘 (미나토가와 신사)